# 大平町西野田
大平町西野田（おおひらまちにしのだ）は、栃木県栃木市の大字。郵便番号は329-4421。
　

## 地理
栃木市の中部、大平地域水代地区の北部に位置し、北および東は大平町真弓・大平町榎本、南は大平町西水代、西は大平町新にそれぞれ接している。

## 歴史
- 1889年（明治22年）4月1日 - 町村制施行により、下都賀郡の西水代村、伯仲村、西野田村、新村、榎本村が合併し下都賀郡水代村が成立し、水代村大字西野田となる。
- 1956年（昭和31年）9月30日 - 水代村が下都賀郡瑞穂村、同郡富山村と合併し下都賀郡大平村が成立し、大平村大字西野田となる。
- 1961年（昭和36年）11月3日 - 下都賀郡大平村が町制施行し下都賀郡大平町となり、大平町大字西野田となる。
- 2010年（平成22年）3月29日 - 大平町が栃木市（旧）、藤岡町、都賀町と合併し栃木市（新）が成立。同時に地域自治区「大平町」が設置され、栃木市大平町西野田となる。

## 世帯数と人口
2017年（平成29年）8月31日現在の世帯数と人口は以下の通りである。
| 大字         | 世帯数    | 人口    |
| ------------ | --------- | ------- |
| 大平町西野田 | 1,359世帯 | 3,389人 |

## 施設
- 栃木市立大平南中学校
- 栃木市大平南体育館
- 大平西野田郵便局
- 大平地域包括支援センター
- 栃木市シルバー人材センター大平事務所
- ヤオハンNEW大平店
- 大平中央保育園

## 道路
- 栃木県道252号蛭沼川連線
- 栃木県道311号小山大平線

## 小・中学校の学区
市立小・中学校に通う場合、学区は以下の通りとなる。
| 番地 | 小学校                 | 中学校               |
| ---- | ---------------------- | -------------------- |
| 全域 | 栃木市立大平中央小学校 | 栃木市立大平南中学校 |